# 미카엘 라우드루프
미카엘 라우드루프(덴마크어: Michael Laudrup R., 1964년 6월 15일 ~ )는 덴마크의 전 축구 선수이다.

## 클럽 경력
미카엘 라우드루프는 선수 시절에 FC 바르셀로나에서 가장 걸출한 활약을 하면서, 바르셀로나의 4시즌 연속 프리메라리가 우승에 공헌하였다. 또, 1994년에는 바르셀로나와 최강의 라이벌 구도를 이루는 레알 마드리드로 이적해, 5번째 라 리가 우승을 맛보았다.
1999년에는 스페인 축구 지난 25년간 최고의 외국인 선수로 뽑혔으며, 2000년 4월에는 자국으로부터 6등급 다네브로그 훈장(Ridder af Dannebrog)을 받았다. 2003년 11월, 그는 유럽 축구 연맹의 지난 50년간 최고의 선수 시상에서 덴마크 축구 연합에 의해 UEFA 주빌리 어워드 수상자로 선정되었으며, 2006년 11월, 덴마크 축구 연합에 의해 공식적으로 덴마크 축구 역사상 최고의 축구 선수가 되었다.
라우드루프는 선수 은퇴 후, 덴마크 축구 국가대표팀의 보조 감독이 되었다. 라우드루프는 2002년에 자신의 첫 감독 생활을 과거에 자신이 뛰었던 클럽인 브뢴뷔 IF에서 시작했으며, 덴마크 슈퍼리가 2005-06 시즌에 팀을 우승으로 이끌었다. 2006년 5월, 그는 브뢴뷔 IF와의 계약 연장을 하지 않기로 했으며, 브뢴뷔 IF는 2007년, 라우드루프의 승인 하에 새로운 경기장의 명칭을 "The Michael Laudrup Lounge"라고 하였다. 그는 스페인의 축구 클럽 헤타페의 감독을 맡은 이후, 지속해서 클럽 대회인 코파 델 레이와 UEFA컵에서 주목할 만한 성공을 거두었으며, 팀의 공격적인 스타일은 사람들의 갈채를 받았다.

## 국가대표팀 경력
그는 덴마크 축구 국가대표팀에서 104경기에 출전해 37골을 득점하였고, 그보다 더 많은 경기에 출전한 선수로는 129경기에 출전한 페테르 슈마이켈과 108경기에 출전한 토마스 헬베그가 있다. 1994년 11월까지 덴마크 축구 국가대표팀의 주장으로 총 28경기에 출전한 라우드루프는 1998년 6월에 공식으로 은퇴를 선언하였다.

## 지도자 경력
라우드루프는 2008년 러시아 프리미어리그의 축구 클럽 FC 스파르타크 모스크바의 감독이 되었으나, 그로부터 1년 후인 2009년, 잇따른 성적 부진으로 스파르타크 모스크바 감독에서 경질되었다. 2010년부터 RCD 마요르카의 감독을 맡았으나, 재정난과 구단주와의 불화로 1년 만에 사임하였다.
그 후 2012년부터 스완지 시티 AFC의 감독으로 선임됐으며, 2012년 풋볼 리그 컵에 우승에 기여해 빅클럽들로부터 러브 콜을 받은 적이 있다. 그러나 2013년에는 강등권 언저리를 맴돌면서 부진한 모습을 보이고 휴 젠킨스 회장과의 불화가 겹쳐 2014년 2월 5일 감독직에서 경질됐다.
라우드르프의 동생 브리안 라우드루프 역시 축구 선수였으며, 브리안 역시 덴마크 대표팀의 일원으로 활약하였다. 미카엘과 브리안은 UEFA 유로 1996과 1998년 FIFA 월드컵에 동반 출전하였다.

## 수상

### 선수
- 세리에 A : 1985-86
- 인터컨티넨탈컵 : 1985
- 라리가 : 1990–91, 1991–92, 1992–93, 1993–94, 1994-95
- 국왕컵 : 1989–90
- 수페르코파 데 에스파냐 : 1991, 1992
- 유로피언컵 : 1991–92
- UEFA 슈퍼컵 : 1992
- 에레디비시 : 1997-98
- KNVB컵 : 1997-98
- FIFA 컨페더레이션스컵 : 1995

### 감독
- 덴마크 슈퍼리가 : 2004–05
- 덴마크 컵 : 2002–03, 2004–05
- 덴마크 리그컵 : 2005
- 덴마크 슈퍼컵 : 2002
- EFL컵 : 2012-13
- 카타르 리그 : 2014-15
- 크라운 프린스 컵 : 2014-15

### 개인
- 덴마크 올해의 선수 : 1982, 1985
- 라리가 최우수 외국인 선수 : 1991-92
- ESM 올해의 팀 : 1994-95
- FIFA 월드컵 올스타팀[2] : 1998
- UEFA 골든 플레이어[3] : 2003
- 덴마크 역대 최고의 선수[4] : 2006
- 스칸디나비아 역대 최고의 선수 : 2015
- FIFA 100[5] : 2004
- 덴마크 축구 명예의 전당
- 월드사커 역대 선수 100인

## 주해
1. ↑  다네브로그 훈장(Dannebrogordenen)은 총 7개 등급으로 나뉘며, 'Ridder'는 그 중 6번째 등급이다. Ridder를 번역하면 기사(Knight)라는 이유로 이것이 기사작위라고 알려졌지만, 가장 일반적으로 통용되는 영국의 기사작위는 5개 등급 중 2등급 이상의 훈장에 상당하는 것이다. 무엇보다, 다네브로그 훈장 수훈자에게는 '경(Sir)'과 같은 별도의 칭호가 주어지지 않는다. 이름 뒤에 훈장의 약자를 표기할 수 있도록 할 뿐이다. 따라서 이 훈장을 '기사작위' 혹은 '작위'로 칭하는 것은 적절하지 않다.